# The Bear That Wasn't
Pour plus de détails, voir Fiche technique et Distribution.
 The Bear That Wasn't est un film américain d'animation réalisé par Chuck Jones et Maurice Noble, sorti en 1967 et produit par Chuck Jones et Frank Tashlin pour la Metro-Goldwyn-Mayer.